# Isla Ewing (Nueva Zelanda)
La isla Ewing (en inglés: Ewing Island) es una isla deshabitada, que forma parte del grupo de islas de Auckland, una cadena subantártica que forma parte de las islas periféricas de Nueva Zelanda. Se encuentra en el noreste del grupo, cerca de la boca del puerto Ross, inmediatamente al sur de la isla más grande de Enderby y en el extremo norte-oriental de la isla principal de Auckland.